# The GTOs
The GTOs fue un grupo femenino proveniente de la ciudad de Los Ángeles, Estados Unidos. Se trataba de un coro de mujeres que interpretaba todas sus canciones a capela. El grupo estuvo activo por dos años (1968-1970) con una reunión en 1974. Su único álbum, Permanent Damage, producido por Frank Zappa, fue publicado en 1969 por Straight Records.

## Miembros
- Pamela Des Barres
- Mercy Fontenot
- Cynthia Sue Wells
- Christine Ann Frka
- Luz Selenia Offerrall
- Sandra Lynn Rowe
- Linda Sue Parker

## Discografía
- Permanent Damage (1969)